# Evropski komisar za okolje
Evropski komisar za okolje je član Evropske komisije, pristojen za področje naravnega okolja.
Aktualni komisar je Virginijus_Sinkevičius iz Litve.

## Seznam komisarjev
| #  | Ime                                         | Država    | Mandat    | Predsednik komisije  |
| -- | ------------------------------------------- | --------- | --------- | -------------------- |
| 1. | Carlo Ripa di Meana                         | Italija   | 1990–1992 | Jacques Delors       |
| 2. | Karel Van Miert                             | Belgija   | 1992–1993 | Jacques Delors       |
| 3. | Ioannis Paleokrassas                        | Grčija    | 1993-1995 | Jacques Delors       |
| 4. | Ritt Bjerregaard                            | Danska    | 1995-1999 | Jacques Santer       |
| 5. | Margot Wallström                            | Švedska   | 1999–2004 | Romano Prodi         |
| 6. | Stavros Dimas Evropska ljudska stranka      | Grčija    | 2004–2010 | Mannuel Barroso      |
| 7. | Janez Potočnik ALDE                         | Slovenija | 2010–2014 | Mannuel Barroso      |
| 8. | Karmenu Vella Stranka evropskih socialistov | Malta     | 2014–2019 | Jean-Claude Juncker  |
| 9. | Virginijus Sinkevičius                      | Litva     | 2019-     | Ursula von der Leyen |